# Миколай Леон Сапега
Микола Лев Сапіга (Миколай Леон Сапега, 1644—1685) — князь, державний та військовий діяч Речі Посполитої.

## Життєпис
Народився 1644 року, був найстаршим сином овруцького старости, писаря польного коронного Яна Фридерика Сапіги та його дружини — Констанції з Гербуртів. Внук дідича Мацеєва Фридерика Сапеги та його дружини Еви Скашевської гербу Граб'є.
1660 року батько відступив йому Овруцьке староство (король підписав дозвіл на це 20 вересня 1660 року). Після батька став командувачем козацької корогви 1 серпня 1664 року. Можливо, брав участь у битві під Браїловом у грудні 1666 року, де коронне військо зазнало поразки, а його корогва зазнала значних втрат. 7 лютого 1667 року на сеймику у Володимирі на Волині був обраний послом Сейму від Київського воєводства. Брав участь у Підгаєцькій капманії Яна Собеського. Підписав вибір королем Міхала Корибута Вишневецького як представник Віленського воєводства 1669 року. 1673 року зі свою козацькою корогвою брав участь у битві під Хотином. під час виборів короля 1674 року підтримав свого командира Яна Собеського, вірним якого залишився до кінця свого життя. 1683 року зі свою козацькою корогвою брав участь у Віденській битві. Брав участь в радах Сенату 6 червня 1684 в Яворові та 29 вересня 1684 між Жванцем і Хотином.
Його посади, звання: ротмістр королівський 1670, волинський каштелян 1680 (за іншими даними, принаймні 1677), брацлавський воєвода 1683, овруцький (29 липня 1684 переказав Францішекові Потоцькому, король підписав дозвіл 5 липня) староста. Надав кошти для приоздоблення костелу в Кодені.

### Сім'я
Дружина — Анна Харленська (? — перед 1695), донька волинського мечника, удова волинського каштеляна Яна Францішека Любовецького (від 1674), кам'янецького каштеляна Габріеля Сільніцького (від 1678). Шлюб уклали перед 1681 роком (ймовірно, у грудні 1678 року); після його смерті стала першою дружиною Стефана Александера Потоцького. З дружиною мали 2 сини, 2 доньки, які померли дітьми (за іншими даними, мали троє дітей: Йоанну, Адама та сина, ім'я якого невідоме). Усі діти померли рано.